# Holzskulpturenwiese
Auf der Holzskulpturenwiese in Tornau werden Holzskulpturen ausgestellt, welche mit Hilfe von Kettensägen beim dort jährlich stattfindenden Wettbewerb „Kunst mit Kettensägen“ entstehen.

## Entstehung

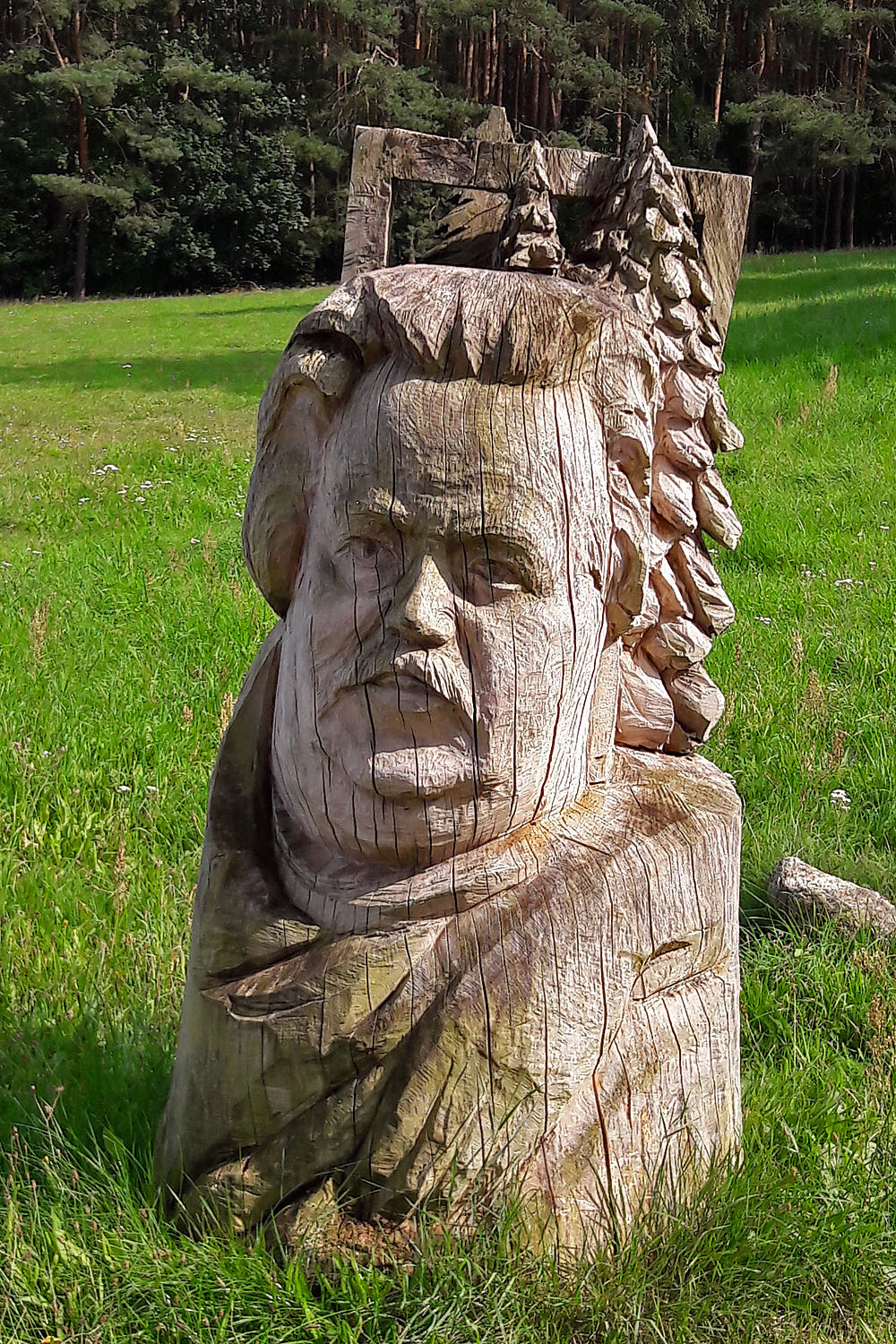
Holzskulptur, die den Erfinder des Holzskulpturenwettbewerbs Wolfgang Köppe zeigt (2017)

Im Jahr 1999 wurde durch den Heidemaler Wolfgang Köppe (1926–2018) der Internationale Holzskulpturenwettbewerb, heute als „Kunst mit Kettensägen“ bekannt, ins Leben gerufen. Seitdem findet die Veranstaltung jährlich am letzten Juli-Wochenende mit internationaler Beteiligung und wachsenden Besucherzahlen statt. Bis zum Jahr 2017 wurden bei den Wettbewerben bereits ca. 150 Holzskulpturen geschaffen. Ein Teil der Figuren verbleibt auf der Holzskulpturenwiese, andere Werke werden zugunsten von Naturpark-Projekten versteigert oder finden als Dekoration einen Platz in der Dübener Heide.

## Wettbewerb „Kunst mit Kettensägen“

### Das Fest
Jährlich am letzten Juli-Wochenende findet seit dem Jahr 2000 die Veranstaltung auf der Holzskulpturenwiese am Hammerbach in Tornau statt. Veranstalter sind die Gemeinde Tornau, der Verein Dübener Heide e. V. und der Erfinder des Wettbewerbes Wolfgang Köppe. Neben der Besichtigung der Schnitzkunst wird ein buntes Unterhaltungsprogramm mit Musik, Speisen und Getränke sowie ein Heidemarkt mit typischen Produkten vom Heidebrand bis zum Holzskulpturentee geboten. Zugleich findet die jährliche Wahl der „Köhlerliesel“ statt. Ihre Aufgabe ist es, Männer auf der Wange mittels Holzkohle anzuschwärzen, das soll ihnen Glück und ein 10 Jahre längeres Leben bringen. Als Entschädigung für die „Malkunst“ gibt es für die Männer einen Kuss.

„Aus einer Veranstaltung für Liebhaber hat sich ein Familienfest und das größte und schönste Sommerfest der Heide entwickelt“

### Herstellung der Kunstwerke
Künstler aus Deutschland und mehreren anderen Ländern schnitzen aus zwei bis drei Meter großen Baumstämmen mit Hilfe von Kettensägen und anderen Werkzeugen die Kunstwerke. Dabei wird meist das Holz von Pappeln und Eichen verwendet.

### Preisverleihung
Die besten Kunstwerke werden mit Preisen der folgender Kategorien prämiert:
- Künstlerpreis
- Zuschauerpreis, die Festbesucher können ihrem Künstler-Favoriten die Stimme geben
- Köppe-Preis, ab 2018 Köppe-Gedächtnis-Preis, gestiftet vom Fest-Erfinder Wolfgang Köppe

#### Preisträger
| Nr. | Jahr | Künstlerpreis                    | Zuschauerpreis                   | Köppe-Preis                                   | Infos zur Veranstaltung |
| --- | ---- | -------------------------------- | -------------------------------- | --------------------------------------------- | --- |
| 1   | 2000 | ?                                | ?                                | ?                                             | |
| 2   | 2001 | ?                                | ?                                | ?                                             | 20 Künstler |
| 3   | 2002 | Roland Lindner                   | Alf Kampfmeier                   | ?                                             | [ 8 ] |
| 4   | 2003 | Sebastian Seiffert               | ?                                | ?                                             | [ 9 ] |
| 5   | 2004 | ?                                | ?                                | ?                                             | |
| 6   | 2005 | Frank Müller                     | ?                                | ?                                             | 26 Künstler, 3.000 Besucher |
| 7   | 2006 | Günther Wurl                     | Sebastian Seiffert               | Dieter Krüger                                 | 35 Künstler, 4.000 Besucher Motto "Bäume wachsen zum Wohle der Menschen" |
| 8   | 2007 | Ted Behrens                      | Axel Glanz                       | Dieter Krüger                                 | Motto "Bäume wachsen nicht nur in den Himmel, sie machen auch Geschichte" |
| 9   | 2008 | ?                                | ?                                | ?                                             | |
| 10  | 2009 | ?                                | ?                                | ?                                             | 34 Künstler, 6.000 Besucher |
| 11  | 2010 | ?                                | ?                                | Raik Zenger                                   | 29 Künstler Motto "Bäume sind das Lebenselixier für Mensch und Tier" |
| 12  | 2011 | Sergej Dischlewoi                | Axel Glanz                       | Raik Zenger                                   | 39 Künstler, 3.500 Besucher |
| 13  | 2012 | ?                                | ?                                | ?                                             | |
| 14  | 2013 | Winfried Breuning                | Mike Richter                     | Raik Zenger                                   | 45 Künstler, 2.500 Besucher |
| 15  | 2014 | Christian Schmidt                | Andrej Löchel                    | Raik Zenger                                   | 35 Künstler, 5.582 Besucher Motto "Seele des Menschen ist die Seele des Baumes" |
| 16  | 2015 | Christian Schmidt                | Axel Glanz                       | John Buckland Callum Evens Patrick Shaughessy | 40 Künstler, 6.000 Besucher |
| 17  | 2016 | Michael Krüger Christian Schmitt | Michael Krüger Christian Schmitt | ?                                             | 39 Künstler, 5.000 Besucher Motto "Bäume verbinden Generationen" Der MDR drehte mit Maxi Arland und Frank Schöbel für die Unterhaltungssendung "Musik auf dem Lande" |
| 18  | 2017 | Axel Glanz                       | Axel Glanz                       | Alf Kampfmeier                                | 30 Künstler, 5.000 Besucher Motto "Bäume bauen Brücken" |
| 19  | 2018 | Ted Behrens                      | Alf Kampfmeier Olaf Jensen       | Alf Kampfmeier                                | 40 Künstler, 3.000 Besucher (der Hitze um 34 Grad geschuldet) Motto "Wenn die Bienen sterben, stirbt auch der Mensch" In Würdigung und Andenken an den 2018 verstorbenen Heidemaler und Initiator dieser Veranstaltung, Wolfgang Köppe, pflanzten die Teilnehmer am 28. Juli 2018 um 12:00 Uhr eine Buche auf dem Festplatz und brachten eine Gedenktafel aus Holz mit der Aufschrift "Köppe-Buche" an. |
| 20  | 2019 | Bogumila Canibal                 | Sonja Kremer                     | Felix Altenburg                               | 36 Künstler aus Deutschland, Polen, Dänemark, England, Österreich und der Schweiz, 4.000 Besucher (trotz 30 Grad Hitze) Motto „Auf den Spuren von Feen, Elfen und Waldgeistern“ Zum 20-jährigen Jubiläum trat die volkstümliche Band "De Randfichten" aus dem Erzgebirge auf. |